# Croada de Bona
La croada de Bona fou una expedició militar del rei d'Aragó Martí l'Humà contra l'emirat hàfsida, duta a terme a l'estiu de 1399.

## Antecedents
El 1396 o 1397, Torreblanca fou saquejada per una flota de quatre galeres pirates barbarescos de Bugia, que van passar per les Balears i les Columbretes, que es van endur una custòdia amb l'Hòstia Consagrada i 108 presoners.
Martí l'Humà, després de rebutjar la invasió de Mateu I de Foix ordenà l'atac a Tedelis, noliejant una flota capitanejades per Joan Gascó i tropa comandada per Jaume de Pertusa. La flota s'aplegà Eivissa, reunint 70 naus i 7.500 croats, salpant a l'agost i saquejant Tedelis, on moriren 1000 vilatans. Després d'atacar les costes africanes, l'expedició es va dirigir a continuació a Avinyó per mirar d'alliberar Benet XIII del setge al que el tenia sotmès Geoffrey Boucicaut al seu palau després que un concili de l'Església de França el 1398 es manifestà contrari a Benet XIII i posà l'Església a França sota control del poder reial i el rei de França retirés l'obediència al Papa. La flota no pogué remuntar el Roine pel poc cabal que duia el riu, però aconseguí que es concedís una treva de tres mesos als assetjats.
El rei va negociar la recuperació de la custòdia a canvi d'alguns dels 300 presoners. L'any següent, el rei va Martí l'Humà va ordenar repetir la campanya, aquest cop contra Bona.

## La croada
Reunides la flota mallorquina, amb 6 galeres i 54 vaixells, i la valenciana, de 7 galeres i 23 vaixells a Maó, salpà en 21 d'agost i fondejà davant Bona el 31 d'agost, l'1 de setembre s'iniciaren les primeres accions bèl·liques i l'endemà el desembarcament de la majoria dels efectius militars. Els musulmans, avisats per mercaders mallorquins, havien provisionat la ciutat i reunit un gran nombre de combatents. Després de prendre una petita fortalesa propera a la ciutat, l'atac fou abandonat.
Abandonat el setge, l'armada valenciana i la mallorquina se separaren i acabaren retornant als ports d'origen sense haver aconseguit cap victòria.

## Conseqüències
El fracàs de l'expedició forçà Martí l'Humà a signar un tractat de pau amb Abu-Faris Abd-al-Aziz en 15 de maig de 1403, que aviat es mostrà ineficaç.